# Rubén Oswaldo Díaz
Rubén Oswaldo Díaz Figueras (Buenos Aires, 1946. január 8. – Buenos Aires, 2018. január 16.) argentin labdarúgó, hátvéd.

## Pályafutása
1965 és 1973 között a Racing Club, 1974 és 1977 között a spanyol Atlético Madrid  labdarúgója volt, majd hazatért és 1978-ig ismét a Racing Club csapatában szerepelt. Mindkét csapattal nyert Interkontinentális kupát (1967, 1974).

## Sikerei, díjai
Racing Club
- Argentin bajnokság
  - bajnok: 1966
- Copa Libertadores
  - győztes: 1967
- Interkontinentális kupa
  - győztes: 1967

 Atlético de Madrid
- Spanyol bajnokság
  - bajnok: 1976–77
- Spanyol kupa (Copa del Rey)
  - győztes: 1976
- Interkontinentális kupa
  - győztes: 1974